# 돌산중학교
돌산중학교(突山中學校)는 대한민국 전라남도 여수시 돌산읍 군내리에 있는 공립 중학교이다.

## 학교 연혁
- 1952년 3월 6일 :  정영모 교장 취임
- 1952년 3월 11일 : 여천 남중학교로 설립인가
- 1952년 3월 25일 : 돌산 향교에서 개교
- 1966년 7월 21일 : 돌산중학교로 교명 개칭
- 1982년 4월 12일 : 현 교사로 이설
- 2025년 1월 9일 : 제73회 2명 졸업(총 6,518명)
- 2025년 3월 1일 : 제34대  유병삼 교장 부임

## 참고 자료
- 돌산중학교 - 한국교육학술정보원 학교알리미